# Royal Rumble 1994
Royal Rumble 1994 è stata la settima edizione dell'omonimo pay-per-view prodotto dalla World Wrestling Federation. L'evento ebbe luogo il 22 gennaio 1994 nel Providence Civic Center di Providence (Rhode Island).

## Evento
In un dark match non trasmesso in televisione prima dell'inizio dell'evento vero e proprio, the Brooklyn Brawler sconfisse Jim Powers.
Il primo match ufficiale fu quello in cui Tatanka sconfisse Bam Bam Bigelow. In origine l'avversario di Tatanka avrebbe dovuto essere Ludvig Borga, ma il finlandese si infortunò e fu quindi sostituito da Bigelow.
Seguì poi un Tag Team match per i titoli di coppia tra i campioni in carica The Quebecers (Jacques & Pierre) (con il manager Johnny Polo) e i fratelli Bret Hart & Owen Hart. Dopo la vittoria dei Quebecers, Owen attaccò Bret accusandolo di non avergli dato il cambio durante il match, e colpendolo sulla gamba infortunata, se ne andò lasciandolo solo e dolorante sul ring.
Successivamente Irwin R. Schyster e Razor Ramon si scontrarono per la cintura di campione Intercontinentale. Razor riuscì a difendere la cintura con successo. Si riprese poi le catene d'oro che usava solitamente nell'ingresso sul ring che in precedenza Schyster gli aveva sequestrato.
The Undertaker perse un Casket match contro Yokozuna per il titolo di campione del mondo WWF. La stipulazione dell'incontro non prevedeva conteggi fuori dal ring o squalifiche di nessun genere, il vincitore avrebbe dovuto rinchiudere l'avversario in una bara posta a bordo ring.
Yokozuna si aggiudicò l'incontro grazie all'aiuto esterno avuto da Crush, Great Kabuki, Genichiro Tenryu, Bam Bam Bigelow, Adam Bomb, Jeff Jarrett, The Headshrinkers (Samu & Fatu) e Diesel, tutti wrestler chiamati da Mr. Fuji in aiuto del suo cliente.
Infine fu la volta della "rissa reale" a 30 partecipanti. I primi due a salire sul ring furono Scott Steiner e Samu. Il match terminò quando Lex Luger e Bret Hart si eliminarono l'un l'altro contemporaneamente. Gli arbitri a bordo ring discussero animatamente su chi avesse toccato terra per primo fuori ring, e furono anche analizzati parecchi filmati e moviole delle cadute per stabilire il vincitore. A risolvere la questione, ci pensò il presidente WWF Jack Tunney che comunicò che entrambi i lottatori sarebbero stati dichiarati vincitori della Royal Rumble a pari merito. Di conseguenza sia Luger sia Hart si guadagnarono l'opportunità di sfidare il campione del mondo WWF a WrestleMania X.

## Risultati
| N.         | Risultati                                                                                | Stipulazione                                                 | Durata      |
| ---------- | ---------------------------------------------------------------------------------------- | ------------------------------------------------------------ | ----------- |
| Dark match | The Brooklyn Brawler ha sconfitto Jim Powers                                             | Single match                                                 | Sconosciuta |
| 1          | Tatanka ha sconfitto Bam Bam Bigelow (con Luna Vachon)                                   | Single match                                                 | 08:12       |
| 2          | The Quebecers (Jacques & Pierre) (c) (con Johnny Polo) hanno sconfitto Bret e Owen Hart  | Tag team match per il titolo WWF Tag Team Championship       | 16:48       |
| 3          | Razor Ramon (c) ha sconfitto Irwin R. Schyster                                           | Single match per il titolo WWF Intercontinental Championship | 11:30       |
| 4          | Yokozuna (c) (con Mr. Fuji e Jim Cornette) ha sconfitto The Undertaker (con Paul Bearer) | Casket match per il titolo WWF Championship                  | 14:20       |
| 5          | Bret Hart e Lex Luger hanno vinto ex aequo il royal rumble match                         | Royal Rumble match                                           | 55:08       |

## Royal Rumble match
– Vincitore
L'intervallo di tempo tra l'entrata di un wrestler e il successivo era di 90 secondi circa
| #  | Superstar        | Ordine | Eliminato da                                                                                 | Tempo |
| -- | ---------------- | ------ | -------------------------------------------------------------------------------------------- | ----- |
| 1  | Scott Steiner    | 4      | Diesel                                                                                       | 09:00 |
| 2  | Samu             | 1      | Scott Steiner                                                                                | 03:13 |
| 3  | Rick Steiner     | 2      | Owen Hart                                                                                    | 03:57 |
| 4  | Kwang            | 6      | Diesel                                                                                       | 05:57 |
| 5  | Owen Hart        | 5      | Diesel                                                                                       | 04:10 |
| 6  | Bart Gunn        | 3      | Diesel                                                                                       | 02:30 |
| 7  | Diesel           | 13     | Bam Bam Bigelow, Mabel, Sparky Plugg, Shawn Miohaels e Crush                                 | 17:41 |
| 8  | Bob Backlund     | 7      | Diesel                                                                                       | 00:41 |
| 9  | Billy Gunn       | 8      | Diesel                                                                                       | 00:14 |
| 10 | Virgil           | 9      | Diesel                                                                                       | 00:32 |
| 11 | Randy Savage     | 11     | Crush                                                                                        | 04:38 |
| 12 | Jeff Jarrett     | 10     | Randy Savage                                                                                 | 01:19 |
| 13 | Crush            | 16     | Lex Luger e Sparky Plugg                                                                     | 25:03 |
| 14 | Doink the Clown  | 12     | Bam Bam Bigelow                                                                              | 01:48 |
| 15 | Bam Bam Bigelow  | 23     | Lex Luger                                                                                    | 30:12 |
| 16 | Mabel            | 14     | Greg Valentine, Tatanka, Great Kabuki, Crush, Bam Bam Bigelow, Sparky Plugg e Shawn Michaels | 09:57 |
| 17 | Sparky Plugg     | 17     | Bret Hart e Shawn Michaels                                                                   | 21:33 |
| 18 | Shawn Michaels   | 27     | Lex Luger                                                                                    | 29:17 |
| 19 | Mo               | 21     | Fatu                                                                                         | 22:46 |
| 20 | Greg Valentine   | 18     | Rick Martel                                                                                  | 20:39 |
| 21 | Tatanka          | 22     | Bam Bam Bigelow                                                                              | 20:07 |
| 22 | The Great Kabuki | 15     | Lex Luger                                                                                    | 02:46 |
| 23 | Lex Luger        | -      | Co-vincitore                                                                                 | 21:58 |
| 24 | Genichiro Tenryu | 25     | Bret Hart e Lex Luger                                                                        | 17:21 |
| 25 | Bastion Booger   | -      | inabilitato a competere                                                                      | 00:00 |
| 26 | Rick Martel      | 19     | Tatanka                                                                                      | 11:22 |
| 27 | Bret Hart        | -      | Co-vincitore                                                                                 | 15:08 |
| 28 | Fatu             | 26     | Bret Hart                                                                                    | 13:04 |
| 29 | Marty Jannetty   | 24     | Shawn Michaels                                                                               | 08:18 |
| 30 | Adam Bomb        | 20     | Lex Luger                                                                                    | 04:55 |